# 실케보르시

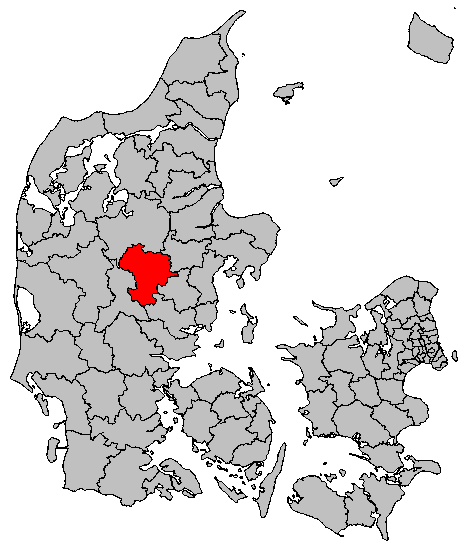
실케보르 시의 위치

실케보르시(덴마크어: Silkeborg Kommune)는 덴마크 중앙윌란 지역에 위치한 지방 자치체로 행정 중심지는 실케보르이며 면적은 857.16km2, 인구는 89,707명(2014년 4월 1일 기준)이다. 윌란반도 중부에 위치한다.